# Стецьки
Стецьки́ — село в Україні, у Старокостянтинівській міській громаді Хмельницького району Хмельницької області. Населення становить 308 осіб. До 2020 орган місцевого самоврядування — Стецьківська сільська рада. 
Через село протікає річка Білка.

## Пам'ятка природи
На північний захід від села розташована комплексна пам'ятка природи «Стецьківська».

## Історія
7 (20) листопада 1917 року, відповідно до.Третього Універсалу Української Центральної Ради, увійшло до складу Української Народної Республіки.
12 червня 2020 року, відповідно до розпорядження Кабінету Міністрів України № 727-р «Про визначення адміністративних центрів та затвердження територій територіальних громад Хмельницької області», увійшло до складу Старокостянтинівської міської громади.
19 липня 2020 року, після ліквідації Старокостянтинівського району, село увійшло до Хмельницького району.

## Відомі люди
В селі народились:
- Варчук Микола Ізотович — Герой Радянського Союзу.
- Шевчук Ігор Степанович (* 1953) — український поет.

## Галерея

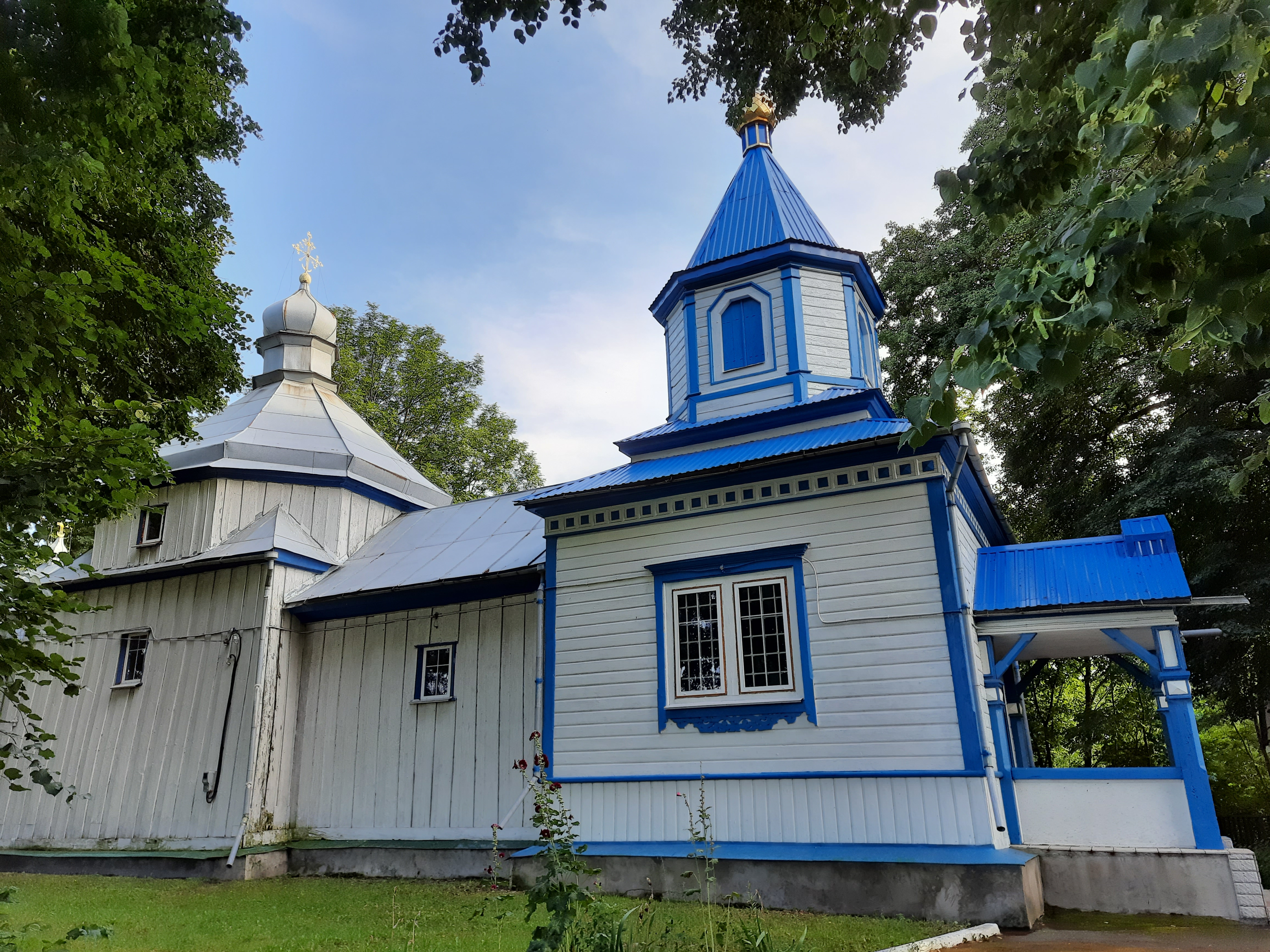
Церква Іоана Богослова
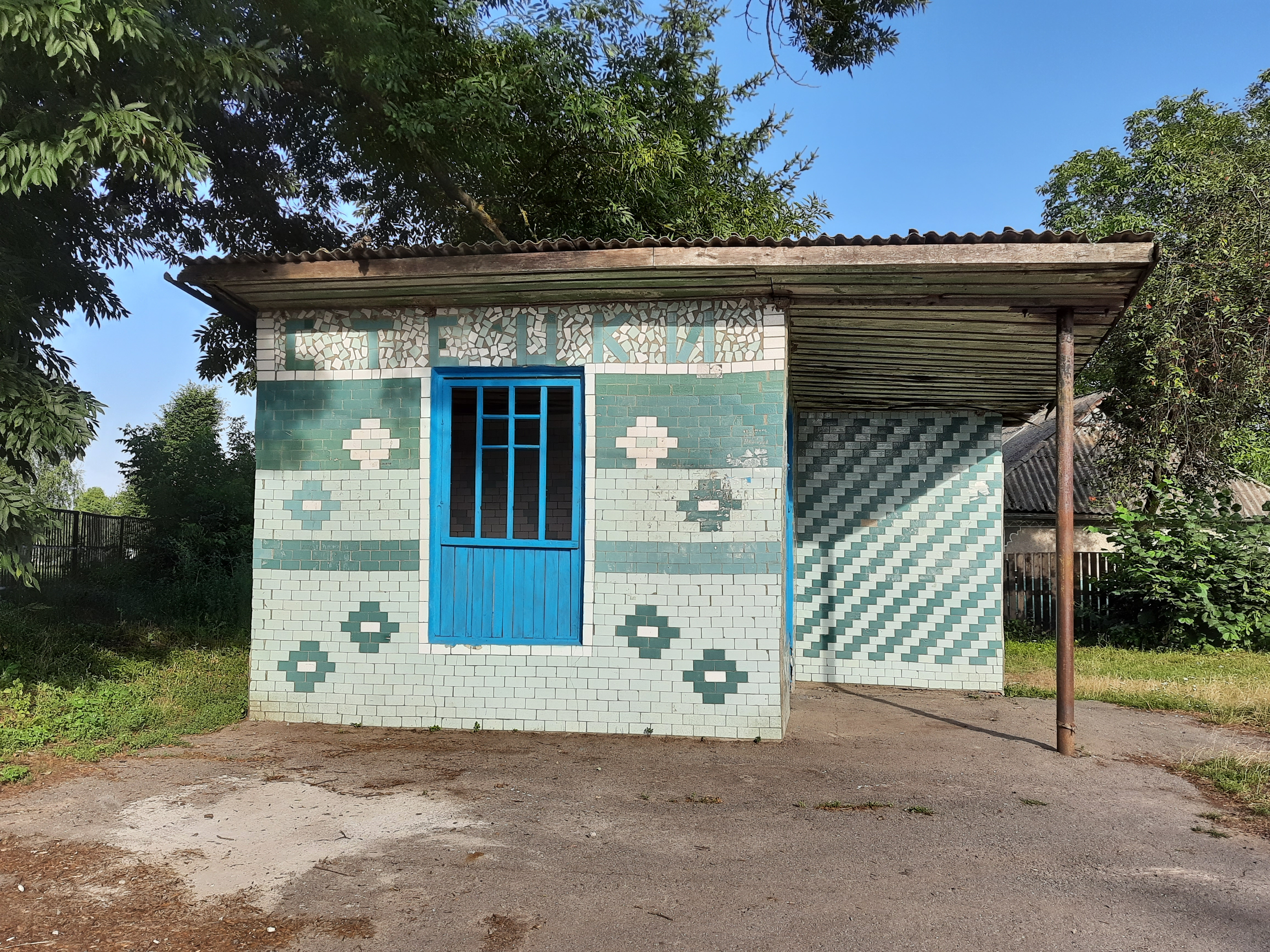
Автобусна зупинка
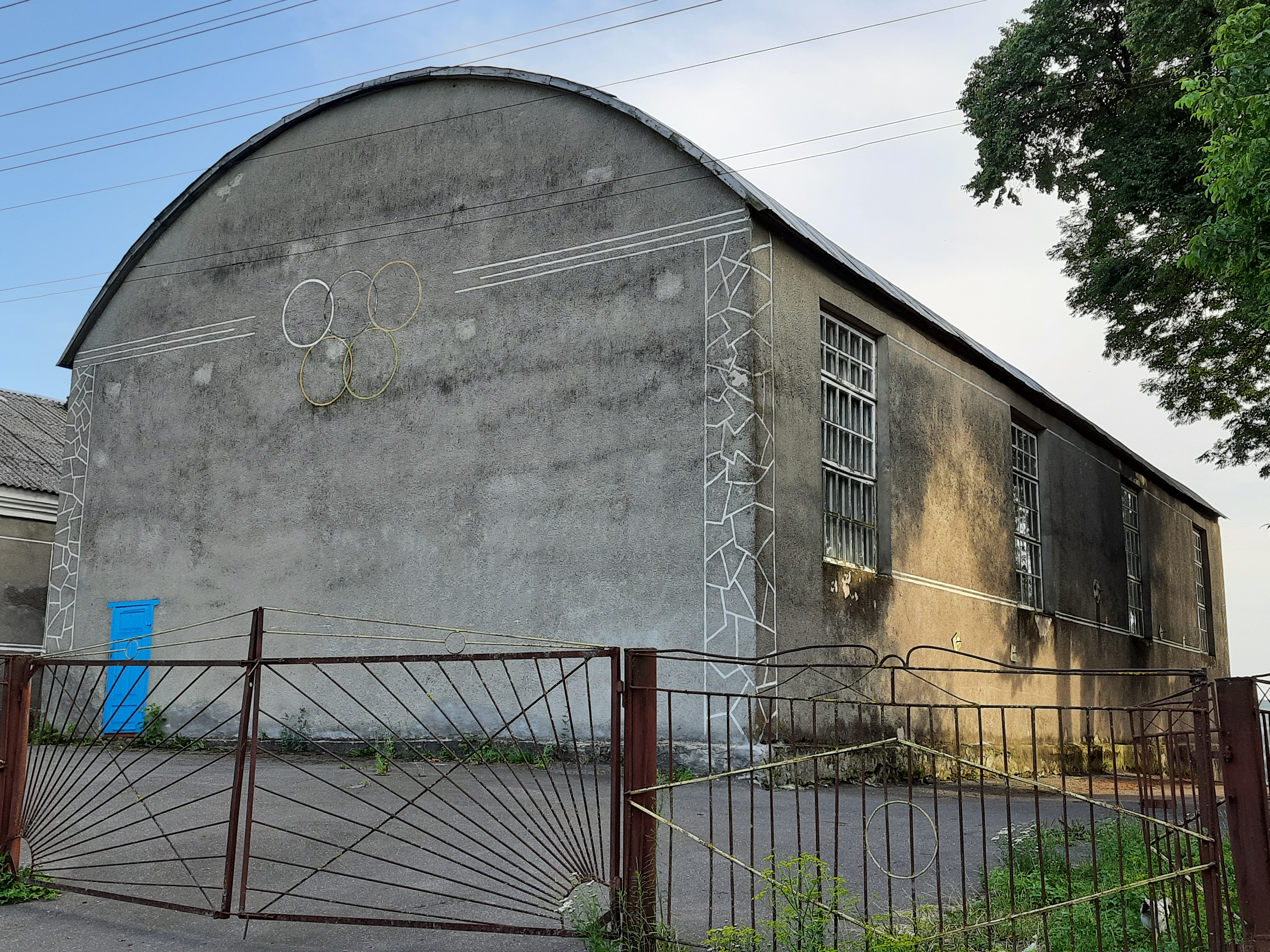
Спортзал
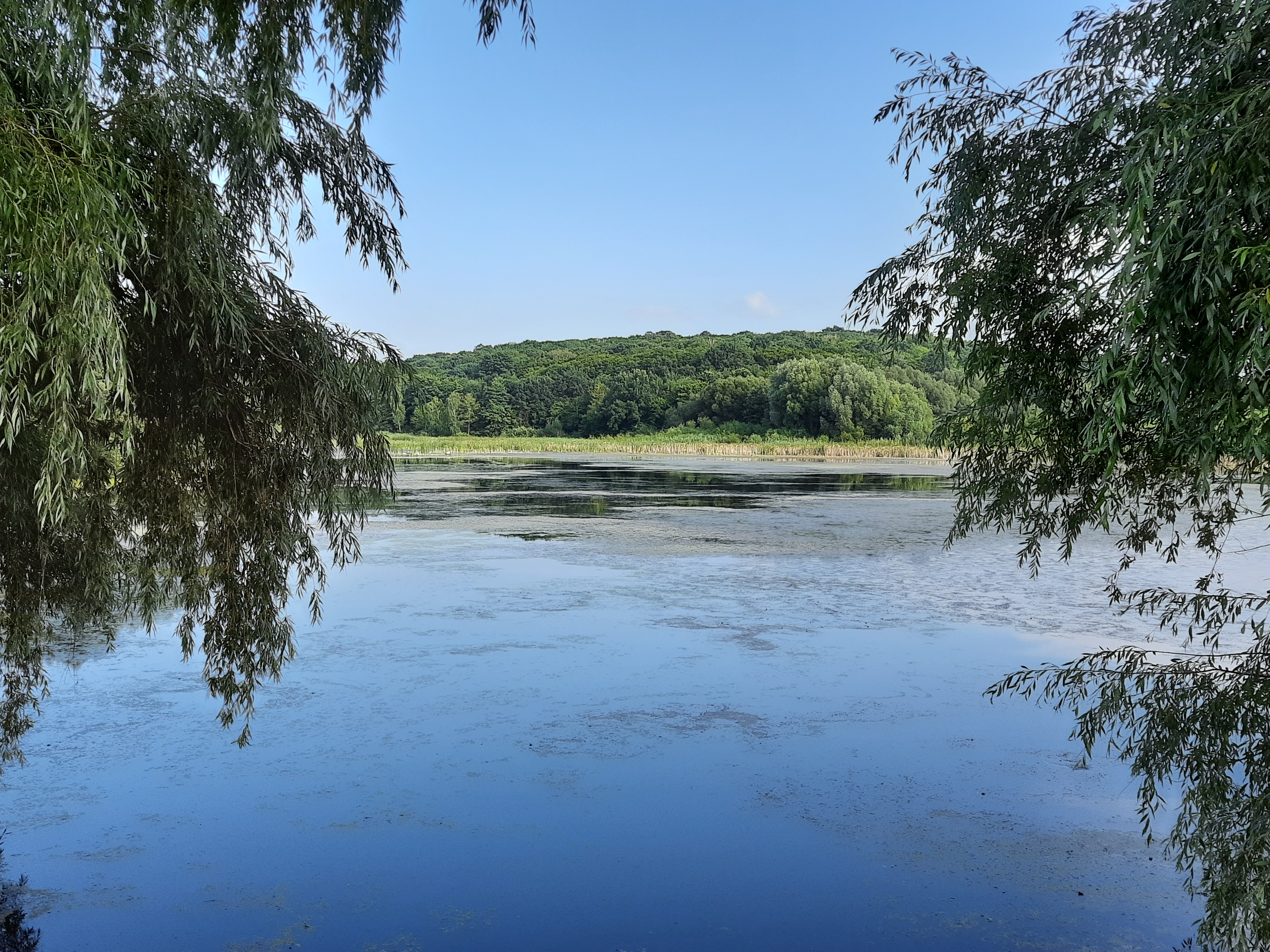
Став біля села